# Taux de fécondité général
 (février 2011).
Si vous disposez d'ouvrages ou d'articles de référence ou si vous connaissez des sites web de qualité traitant du thème abordé ici, merci de compléter l'article en donnant les références utiles à sa vérifiabilité et en les liant à la section « Notes et références ».
Le taux de fécondité général est calculé en divisant les naissances vivantes d'une année par la population en milieu d'année des femmes en âge de procréer, âgées de 15 à 50 ans. Ce taux est exprimé en %.
Par exemple, en Algérie le taux de fécondité en 2005 était :
- naissances vivantes = 703 000
- population des femmes en âge de procréer = 9 365 048
- résultat = 7,5 %

Ce taux se calcule généralement par âge. On aura ainsi le taux de fécondité des femmes de 15 ans, 20 ans, etc.